# Elektroforeza DNK
Elektroforeza DNK je analitska metoda, s katero ločujemo, prepoznavamo in čistimo molekule DNK glede na njihovo velikost. DNK molekule, ki jih hočemo analizirati, damo v viskozen medij, gel, ki otežuje njihovo gibanje. Ustvarimo električno polje, pod vplivom katerega se fragmenti DNK začnejo zaradi negativnega naboja fosfatne skupine na verigi DNK premikati proti pozitivnemu potencialu, anodi. Ločitev teh fragmentov dosežemo z izkoriščanjem različne mobilnosti različno velikih molekul. Daljše molekule potujejo dlje časa, saj se soočajo z večjo silo trenja, ko potujejo skozi gel. In ker velikost molekul vpliva na njihovo mobilnost, manjši fragmenti pripotujejo bliže anodi kot daljši v danem časovnem intervalu. Po določenem času električni tok prekinemo in analiziramo ločene fragmente DNK. 
Različno velike fragmente DNK nato obarvamo s fluorescentnim barvilom, specifičnim za DNK, kot je na primer etidijev bromid (EtBr) ali novejši SYBR Safe. Na gelu vidimo različne pasove, ki predstavljajo različne skupine molekul z različnimi molekulskimi masami. Velikost fragmentov se običajno podaja v »nukleotidih«, »baznih parih« ali »kb«-jih (tisoč baznih parov), odvisno ali se je ločevala enoverižna ali dvoverižna DNK. Velikost fragmentov se običajno določi s primerjavo javno dostopnih DNK lestvic, ki vsebujejo linearne DNK fragmente znanih dolžin. 
Najpogosteje uporabljena gela za elektroforezo DNK sta agaroza (za relativno dolge DNK molekule) in poliakrilamid (omogoča visoko ločljivost kratkih molekul DNK; primeren za sekveniranje DNK). Geli so običajno vliti v obliki »plošče«, vendar postaja kapilarna elektroforeza vedno bolj pomembna pri aplikacijah, kakršna je visoko-pretočno sekveniranje DNK. Med elektroforezne tehnike,  uporabljene za ocenitev poškodbe DNK, spadata alkalna gelska elektroforeza in gelska elektroforeza v pulzirajočem električnem polju (PFGE). Meritve in analize so večinoma opravljene s specializirano programsko opremo. Rezultati kapilarne elektroforeze so običajno podani v obliki elektroferogramov.   